# The Man in the Iron Mask (1939)
The Man in the Iron Mask (bra: O Máscara de Ferro; prt: O Homem da Máscara de Ferro) é um filme de aventura estadunidense de 1939 dirigido por James Whale e livremente baseado na última parte do romance O Visconde de Bragelonne de Alexandre Dumas, pai, que por sua vez se inspirou na lenda francesa do Homem da máscara de ferro.
O filme é notabilizado por ser a estreia de Peter Cushing no cinema e também por ser a fonte de muitas adaptações cinematográficas posteriores desse romance.

## Elenco
- Louis Hayward...Luís XIV da França / Filipe da Gasconha
- Joan Bennett...Maria Teresa da Espanha
- Warren William...d'Artagnan
- Joseph Schildkraut...Fouquet
- Alan Hale...Porthos
- Miles Mander...Aramis
- Bert Roach...Athos
- Walter Kingsford...Colbert
- Marion Martin...Mademoiselle de la Valliere (creditada como Marian Martin)
- Montagu Love...Embaixador espanhol
- Albert Dekker...Luís XIII da França

## Sinopse
Em 1638, o Rei Luís XIII da França está feliz com o nascimento de seu filho, Luis, o herdeiro do trono. Contudo, poucos minutos depois, um segundo filho nasce. O honesto conselheiro do Rei, Colbert, é avisado e convence o monarca que esse irmão gêmeo de Luís, Filipe, deverá ser levado incógnito à Gasconha pelo leal amigo do trono, o bravo mosqueteiro d'Artagnan, e nunca saber da origem real dele para evitar uma provável e desastrosa guerra civil. Fouquet, um simples mensageiro do cardeal, fica sabendo do segredo e o usa para avançar na carreira, ocupando 20 anos depois o cargo de Ministro de Finanças do cruel e perdulário Rei Luis XIV.
Nesse momento, Fouquet envia soldados para a Gasconha para forçar d'Artagnan e seu povo a pagarem taxas abusivas. Com o antigo rei tendo lhe liberado da cobrança de impostos, o ex-mosqueteiro resiste e é feito prisioneiro juntamente com seus amigos e o filho adotivo, o leal e grande espadachim Filipe que ainda não sabe sobre sua verdadeira história. Ao perceber a enorme semelhança do filho do mosqueteiro com ele, Luis XIV resolve se divertir usando Filipe como substituto em alguns compromissos e o rapaz aceita para evitar que d'Artagnan e os outros que estão aprisionados na Bastilha sejam enforcados. Em uma dessas ocasiões que Filipe substitui o monarca, ele se apaixona pela noiva real Maria Teresa da Espanha que fica confusa com as mudanças de comportamento e personalidade do Rei da França. Mas Luis XIV descobre a história de seu gêmeo e resolve condená-lo à prisão perpétua, escondendo-lhe o rosto com uma horrível máscara de ferro. Nessa situação, Filipe só pode contar com a ajuda de Colbert e Maria Teresa para se livrar e à França do cruel tirano.

## Produção
O filme foi a terceira produção de Edward Small sob um novo contrato feito com a United Artists. James Whale foi indicado como diretor em setembro de 1938. Douglas Fairbanks, Jr., cujo pai tinha sido d'Artagnan na versão épica de 1929 The Iron Mask, foi originariamente anunciado como o astro do filme e se encontrou com James Whale. Mas o produtor Edward Small insistiu em Louis Hayward, que havia atuado em The Duke of West Point para ele.
Louis Hayward foi d'Artagnan na refilmagem de 1952 Lady in the Iron Mask com Patricia Medina no personagem-título e Alan Hale, Jr. como Porthos, o papel que fora de seu pai Alan Hale, Sr. nessa versão de 1939.

## Recepção
A Revista Variety chamou o filme de (traduções livres, como as demais) "aventura altamente divertida" com "excelente" direção. Harrison's Reports declarou ser "bom entretenimento de massa" com um romance "charmoso". Film Daily chamou de "uma vívida dramatização cinematográfica do romance de Alexandre Dumas" com o "melhor trabalho no cinema de Hayward até aquela data". John Mosher do The New Yorker escreveu: "Um exemplar da antiga escola e de Douglas Fairbanks de 1929, mas Douglas Fairbanks não está aqui e as lutas de espada e as duras cavalgadas e fugas desesperadas parecem precisar dele. Louis Hayward consegue dar um toque de efeito moderno no papel duplo mas não se equipara na esgrima e acrobacias de seu antecessor".

## Influência
A primeira adaptação do romance de Dumas sobre o triunfo do gêmeo bom contra o gêmeo mau foi a versão estrelada por Douglas Fairbanks em 1929, The Iron Mask (apesar de, nesse caso, o gêmeo bom ter sido quem assumiu o trono, protegido por D'Artagnan, e tendo que ser resgatado quando o gêmeo mau tentou substituir-lhe como monarca da França). Na versão de 1939 isso foi invertido, com o gêmeo mau, Luís, quem sentou inicialmente no trono, enquanto o gêmeo bom, Filipe, cresceu protegido por d'Artagnan e foi quem,posteriormente, se tornou o rei. As encenações de muitas outras cenas foram copiadas da versão de 1929, principalmente o final. O encerramento da versão de 1939, com a aparição dos fantasmas dos quatro mosqueteiros juntos em meio às nuvens, é uma homenagem direta ao final da versão de 1929, com Athos, Porthos e Aramis saudando d'Artagnan após a morte dele e depois cavalgando juntos para a "grande aventura do além".
Versões subsequentes incluem a de 1977 e a de 1998, que seguiram basicamente a trama da de 1939 (e suas partes copiadas do filme de 1929), não o romance original.